# Szabolcs Cseh
Szabolcs Imre Cseh, cunoscut și ca Szabi ['sɔbi] Cseh, (n. 11 decembrie 1942, Miercurea Ciuc – d. 1 august 2014, București) a fost un cascador și actor român de origine secuiască.

## Biografie
Szabolcs Cseh s-a născut într-o familie de secui. După absolvirea studiilor secundare la Liceul Andrei Șaguna și la liceul Unirea din Brașov, a urmat cursurile Institutului de Educație Fizică și Sport din București, pe care le-a finalizat în anul 1966.
Încă din timpul facultății a lucrat ca zburător la trapez la Circul de Stat din București în trupa Ganea. Aflat în anul trei de facultate, a colaborat în calitate de cascador în filmul “Dacii”, regizat de Sergiu Nicolaescu, apoi în anul următor în filmele “Împușcături pe portativ” (regizat de Cezar Grigoriu), “Tom Sawyer și Huckleberry Finn” (producție franceză) și “Serbări galante” (în regia lui René Clair).
„La începutul carierei mă antrenam la circul din București ca să-mi îmbunătățesc exercițiile la trapez. Dar tatăl meu, care era directorul singurei bănci din Brașov, nu voia să se știe ca eu sunt un circar, așa că ziua mă duceam la cursuri și noaptea mă antrenam să devin cel mai bun zburător din Europa .”—Szabi Cseh
În anii 1967-1980, fiind primul metodist (maistru de lupte) angajat pe un astfel de post în România, în cadrul Studioului Cinematografic "București" și apoi în Centrala RomaniaFilm – Centrul de Producție Cinematografică, a colaborat la toate filmele românești ce conțineau secvențe de acțiune-lupte și a executat multiple cascade dificile și spectaculoase, unele fiind unicate pe plan mondial.
Tot din 1967 Cseh a alcătuit prima echipă de cascadori profesioniști din România, a cărei continuitate a asigurat-o, prin coordonare și instruire, până în 1987. Astfel, Szabi Cseh a contribuit substanțial la crearea unui domeniu practic inexistent în România până atunci și la „perioada de aur” a filmului românesc de acțiune în context mondial.
În 1975 a devenit coordonator al școlii de cascadori din Germania, unde a colaborat cu Peter Fogel, regizor de acțiune și cascador la 11 filme produse de studiourile DEFA din Berlinul de Est și Tele München (până în anul 1986).
De la debutul său Szabi Cseh a colaborat la realizarea a peste 150 de filme artistice de lungmetraj sau TV, dintre care 25 de producții străine și coproducții (Germania, Franța, SUA etc.), realizând concepția și regia secvențelor de acțiune-lupte, conceperea și/sau execuția cascadelor, coordonarea cascadorilor, interpretarea unor roluri memorabile de film.
Din 1974 a colaborat la realizarea a 38 de filme artistice străine ca regizor al secvențelor de acțiune sau cascador. A realizat peste 70 de spectacole cu specific de cascadorie–divertisment în țară și străinătate.
La 8 ianuarie 1990 Szabi Cseh a înființat prima Asociație a Cascadorilor Profesioniști din România, pe care a condus-o mai mulți ani.
După revoluție a avut apariții rare în filme, acuzând corupția și onorariile prea modeste plătite cascadorilor.
„Producătorii au început să angajeze doar cascadori care nu denunțau mita. Tot felul de directorași cereau 500 de euro să plătească unui cascador o zi de muncă și apoi angajau niște copii care făceau două tumbe și cărora le dădeau 100 de euro, restul de bani intrând în buzunarele lor. Am refuzat să accept corupția, așa că nu m-au mai lăsat să lucrez .”—Szobi Cseh
În anii 1999–2002 a colaborat la realizarea secvențelor de acțiune în peste zece filme artistice străine realizate în țară, inclusiv Amen. (în regia lui Costa Gavras).
Szabolcs Cseh a elaborat studii științifice și cursuri universitare teoretice și practice, despre mișcarea scenică a actorului și componentele sale psiho-motrice, lupte scenice, realizarea secvențelor de acțiune etc.
Din 1980, inițial în calitate de lector universitar și, ulterior, de conferențiar universitar, predă neîntrerupt astfel de cursuri interdisciplinare la UNATC "I. L. Caragiale" din București, secțiile actorie, imagine de film și TV, regie de film, regie de teatru. A contribuit la formarea a zeci de generații de actori, regizori de teatru, de film și operatori de film și de televiziune. A avut colaborări didactice și la Universitatea de Muzică "Ciprian Porumbescu", secția regie de operă.
Din anul 2005, lărgindu-și sfera preocupărilor, Szabi Cseh derulează programul social GLADIATOR pentru copii săraci, destinat prevenirii și combaterii delincvenței juvenile. Din 2008, derulează programul-metodă pentru copii cu handicap psihic și fizic sever. Ambele programe sunt bazate pe metodologii originale create de el, cu rezultate impresionante.
Szabi Cseh a aflat în vara anului 2012 că suferă de mielom multiplu și o tumoare la coloana vertebrală, o formă de cancer rară care îi măcina sistemul osos și îi provoca dureri cumplite.
Din cauza unor complicații suferite pe fondul bolii, Szabi Cseh a fost nevoit în vara anului 2013 să se interneze la Spitalul Fundeni, unde a rămas până la deces.

## Realizări în calitate de cascador
Szabolcs Cseh este autorul a numeroase invenții care au dus la dezvoltarea tehnicii și metodologiilor din domeniul cascadoriei, nu doar în România, ci la nivel internațional. Exemple:
- trambulina elastică, utilizată prima oară în redarea efectului de zbor al personajului în urma unei explozii (1967)
- trăgătoarea, folosită pentru prima oară în lume, în căderile cu calul, făcându-le mai spectaculoase și mai sigure atât pentru cascador, cât și pentru cal (1970)
- țarcul pentru aglomerarea cailor în filmarea secvențelor de luptă călare, covorul mișcător pentru căderile simultane ale cailor (1970)
- bătuta, dispozitiv de aruncare a oamenilor, cailor etc. din poziții statice (1972)
- utilizarea cablurilor, pentru prima oară în România, în redarea cât mai spectaculoasă a efectelor de împușcături, explozii, lovituri (1974)

Printre casacadoriile executate de Szabi Cseh se numără unele deosebit de spectaculoase, mai ales pentru epoca în care au fost realizate, și nerepetate de altcineva până în prezent. Exemple:
- În anul 1966, în filmul “Dacii”, a promovat pentru prima dată în România căzăturile de la înălțime și căzăturile cu calul.
- În anul 1971, în filmul “Mihai Viteazul”, depășește recordul mondial executând o cădere de la 13 m fără protecție la aterizare.
- În 1976, execută o cădere de la 37 metri cu spatele în jos, la furnalul de la Copșa Mică.
- În 1984, realizează o săritură de 80 metri cu mașina în Marea Nordului.
- În anul 1985, face o săritură cu un microbuz deasupra unui lac, scufundat la 20 m, la Magdeburg. În timpul zborului, a declanșat explozia microbuzului încărcat cu trotil.
- Printre cascadele cele mai cunoscute se numără o serie de cascade-unicat aparținând personajului Buză de Iepure din filmele cu Mărgelatu (1980-1986). Câteva din acestea sunt considerate premiere sau recorduri mondiale: săritură cu calul prin geam, cădere cu calul din cabrare, prin rostogolirea pe spate a calului și călărețului, pe versant muntos pe o înălțime de 70 m.

În anul 1985 revista vest-germană “Bunte Illustrierte” l-a desemnat cel mai bun cascador din Europa.

## Familia
A fost căsătorit cu Simona, împreună cu care a avut doi fii, Arpad si Alex.

## Legătura cu Securitatea
CNSAS a stabilit că Szabolcs Cseh a colaborat cu Securitatea ca poliție politică. Cseh a declarat după anunțarea deciziei că nu a fost abordat de Securitate, ci s-a pus singur în slujba ei, ducându-se de bună voie pentru a „face ordine în studiouri și a stopa corupția existentă în cinematografie”.
„Nu ei m-au racolat, eu m-am dus la securist, să facem ordine în studiouri...”—Ziarul Gândul, 01.02.2011
Așa cum menționează ziarul Gândul:
„Sergiu Nicolaescu spune că și-a văzut dosarul de Securitate și că, printre cele 20 de nume întâlnite acolo, l-a găsit și pe cel al lui Szoby Cseh. Nicolaescu susține că, „în mod cert”, fostul cascador l-a turnat. „Pe mine mă suspecta, pentru că lucram cu străinii. Niciodată Szoby Cseh n-a fost un om deștept. Mai degrabă un prostănac”.”—Gândul, 01.02.2011

## Premii
Recunoaștere internațională pentru contribuțiile artistice ale lui Szabi Cseh:
- 1973 - Festival Paris - cea mai bună mișcare scenică străină - piesa “Viziuni flamande”
- 1974 - Festival Berlin - cele mai valoroase lupte, filmul “Tekumsekh”
- 1974 – Festival Viena – locul I, piesa “Stan Pățitul”
- 1985 - Festivalul de film “Sommerfilmtage” ("Zilele de vară ale filmului") de la Berlin - cel mai bun regizor de acțiune; în același an, desemnat cel mai bun cascador din Europa conform sondajului realizat de revista vest-germană “Bunte Illustrierte”.

Recunoaștere națională:
- 1984 - revista “Săptămâna culturală a capitalei”, premiul pentru cel mai spectaculos actor și personaj, Buză de iepure din serialul "Mărgelatu"
- 1986 - revista “Săptămâna”, premiul pentru întreaga activitate
- 1994 - revista “România Mare”, premiu pentru contribuție la dezvoltarea cinematografiei române
- 1996 - revista “România Mare”, premiu pentru întreaga activitate
- 2000 – UARF, diploma și medalia de argint, 400 de ani de la Unire și 30 de ani de la producția filmului “Mihai Viteazul”
- 2002 - Ministerul Educației și Cercetării, diploma și medalia de onoare cu prilejul aniversării a 80 de ani de activitate a ANEFS, pentru contribuția adusă la dezvoltarea învățământului, educației fizice și sportului în România
- 2002 - UARF, placheta de aur pentru întreaga activitate de regizor de lupte
- 2006 - UARF, medalia aniversară - 40 de ani de la realizarea filmului istoric Dacii
- 2014 - decorat post-mortem cu 'Steaua României' de președintele Traian Băsescu [12]

## Filmografie

### Actor
- Dacii (1967) - debut
- Împușcături pe portativ (1967) - Sportivul
- Moartea lui Joe Indianul (1968)
- Ultimul mohican (Die Lederstrumpferzählungen / Povestirile lui Ciorap-de-piele), episodul "Das Fort am Biberfluß" (Fortul de la Râul Castorului) (1969) – Pfeilspitze ("Vârf de săgeată")
- Mihai Viteazul (1971)
- Aventuri la Marea Neagră (1972) - locotenent
- August în flăcări (1973) - film TV
- 1973 Apașii (Apachen), regia Gottfried Kolditz (nemenționat)
- Un comisar acuză (1974)
- Agentul straniu (1974)
- Buzduganul cu trei peceți (1977) - Preda Buzescu
- Profetul, aurul și ardelenii (1978)
- Vlad Țepeș (1979)
- Burebista (1980)
- Pruncul, petrolul și ardelenii (1981)
- Grăbește-te încet (1982)
- Trandafirul galben (1982) - Buză de Iepure
- Ochi de urs (1983)
- Misterele Bucureștilor (1983) - Buză de Iepure
- Horea (1984)
- Masca de argint (1985) - Buză de Iepure
- Colierul de turcoaze (1986) - Buză de Iepure
- Totul se plătește (1987) - Buză de Iepure
- Martori dispăruți (1988)
- Doi haiduci și o crâșmăriță (1993)
- Inimă de țigan (2007) - serial TV - Sanyi

### Consilier secvențe de acțiune/lupte
- Șapte băieți și o ștrengăriță (1967)
- Bătălia pentru Roma
- Mihai Viteazul (1971) - 2 serii
- Mirii anului II (1971)
- Atunci i-am condamnat pe toți la moarte (1972)
- Lupul mărilor (serial TV limba germană, 4 episoade)
- Urmărirea (serial TV, primul din România)
- Aventuri la Marea Neagră (1972) - maestru de lupte
- Cu mîinile curate (1972)
- Lupul mărilor (lungmetraj limba română)
- Răzbunarea (lungmetraj limba română)
- Săgeata căpitanului Ion (1972)
- Explozia (1972)
- Un comisar acuză (1974)
- Stejar – extremă urgență (1974)
- Nemuritorii (1974)
- Un august în flăcări (serial TV)
- Cantemir (1975) - maistru de lupte
- Mușchetarul român (1975) - maistru de lupte
- Prin cenușa imperiului (1976)
- Buzduganul cu trei peceți (1977) - maestru de lupte
- Războiul de independență (serial TV)
- Profetul, aurul și ardelenii (1978) - maestru de lupte
- Ecaterina Teodoroiu (1978) - maistru de lupte
- Vlad Țepeș (1979) - șef cascadori
- Nea Mărin miliardar (1979)
- Mihail, cîine de circ (1979)
- Întoarcerea lui Vodă Lăpușneanu (1980) - consilier
- Burebista (1980) - consilier de lupte
- Pruncul, petrolul și ardelenii (1981) - maistru de lupte
- Capcana mercenarilor (1981)
- Iancu Jianu zapciul (1981)
- Iancu Jianu haiducul (1981)
- Duelul (1981)
- Lumini și umbre
- Trandafirul galben (1982)
- Ochi de urs (1983)
- Misterele Bucureștilor (1983)
- Dreptate în lanțuri (1984) - consultant
- Horea (1984)
- Masca de argint (1985)
- Colierul de turcoaze (1986)
- Totul se plătește (1987)
- Martori dispăruți (1988) - coregizor
- Hotel de lux
- Doi haiduci și o crâșmăriță
- Noro
- Amen
- Numai iubirea (serial TV)
- Lacrimi de iubire (serial TV)
- Iubire ca în filme (serial TV)
- Inimă de țigan (serial TV)
- Regina (serial TV)